# Шахрияр, Мухаммед Хусейн
Мухаммед Хусейн Шахрияр (азерб. سید محمدحسین بهجت شهریار; перс. سید محمدحسین بهجت تبریزی‎; 1906, Гора Гейдарбаба — 18 сентября 1988, Тегеран) — азербайджанский иранский поэт, писавший на азербайджанском и персидском языках. Один из крупнейших лириков Ирана.

## Биография
Шахрияр родился в 1906 году в Тебризе. Его отец был адвокатом. Первое систематическое образование получил в средней школе «Мотахари» в Тебризе, а позже в школе «Дарул Фонун» в Тегеране. Изучил также медицину в колледже, после чего отправился в Хорасан, где нашёл работу в общественности нотариуса «Нишапур», а позже в банке «Кешаварзи». Первоначально он издавал свои стихи под псевдонимом Бехджат, но позже он изменил его на Шахрияр.
Умер поэт в 1988 году. Похоронен в родном Тебризе в Мавзолее поэтов. Он стал последним поэтом, похороненным в этом мавзолее.

## Творчество
Самое первое стихотворение Шахрияр написал в возрасте семи лет на азербайджанском языке, а второе — в возрасте девяти лет на персидском. Возможно он попытался написать автобиографию в форме стихов, поскольку читатель может узнать о биографии Шахрияра, читая его диван. Многие из его горьких и сладких воспоминаний отражены в его книгах, «Хазйан Дэл», «Приветствие Гейдар-бабе», «Мумиаи» и «Вечерняя Басня». Его другая книга, «Тахте Джамшид» является коллекцией эпических стихов, которая показывает воображение поэта. Шахрияр составил разносторонне развитые формы поэзии включая лирику, четверостишия, двустишия, оды и стихи элегии.

Одна из главных причин его успеха в литературе — простота его слов. Именно поэтому общественность находит его слова знакомыми, понятными и эффективными. Новинка в контексте и комментарии — то, что делает его поэзию отличительной. В своих стихах он выразил свои собственные идеи в этой манере.
Шахрияр также очень хорошо играл на ситаре и имел интерес к музыке. Он был также хорошим каллиграфом.

### Приветствие Гейдар бабе!
Одной из его самых известных работ является поэма «Приветствие Гейдар-бабе», написанная на азербайджанском, и позже переведённая на персидский язык. Её считают его лучшей книгой. Гейдар баба — название горы, где поэт провёл своё детство. В поэме показана идея единства разделённых культур азербайджанского народа.

### видеоматериалы
- Речь Шахрияра на азербайджанском языке
- Шахрияр читает поэму Гейдар-Баба Архивная копия от 5 октября 2016 на Wayback Machine